# Episodi di Chicago Fire (settima stagione)
La settima stagione della serie televisiva Chicago Fire, composta da 22 episodi, è stata trasmessa in prima visione assoluta negli Stati Uniti d'America da NBC dal 26 settembre 2018 al 22 maggio 2019.
In Italia la stagione è andata in onda in prima visione assoluta su Premium Action dal 22 febbraio al 19 luglio 2019. In chiaro è stata trasmessa su Italia 1 dal 30 giugno al 19 agosto 2020.
Gli episodi In guerra e Sotto copertura sono le prime parti di due crossover, il primo con Chicago P.D. e Chicago Med, il secondo invece solo con Chicago P.D..
| nº | Titolo originale               | Titolo italiano            | Prima TV USA      | Prima TV Italia  |
| -- | ------------------------------ | -------------------------- | ----------------- | ---------------- |
| 1  | A Closer Eye                   | Sotto controllo            | 26 settembre 2018 | 22 febbraio 2019 |
| 2  | Going to War                   | In guerra                  | 3 ottobre 2018    | 1º marzo 2019    |
| 3  | Thirty Percent Sleight of Hand | Inganni                    | 10 ottobre 2018   | 8 marzo 2019     |
| 4  | This Isn't Charity             | Nessuna carità             | 17 ottobre 2018   | 15 marzo 2019    |
| 5  | A Volatile Mixture             | Strane esplosioni          | 24 ottobre 2018   | 22 marzo 2019    |
| 6  | All the Proof                  | Tutte le prove             | 31 ottobre 2018   | 29 marzo 2019    |
| 7  | What Will Define You           | La cosa più importante     | 7 novembre 2018   | 5 aprile 2019    |
| 8  | The Solution to Everything     | La soluzione per tutto     | 14 novembre 2018  | 12 aprile 2019   |
| 9  | Always a Catch                 | Una famiglia               | 5 dicembre 2018   | 19 aprile 2019   |
| 10 | Inside These Walls             | Tra queste pareti          | 9 gennaio 2019    | 26 aprile 2019   |
| 11 | You Choose                     | A te la scelta             | 16 gennaio 2019   | 3 maggio 2019    |
| 12 | Make This Right                | Fa' la cosa giusta         | 23 gennaio 2019   | 10 maggio 2019   |
| 13 | The Plunge                     | Una decisione meditata     | 6 febbraio 2019   | 17 maggio 2019   |
| 14 | It Wasn't About Hockey         | Spirito di squadra         | 13 febbraio 2019  | 24 maggio 2019   |
| 15 | What I Saw                     | Sotto copertura            | 20 febbraio 2019  | 31 maggio 2019   |
| 16 | Fault in Him                   | La task force              | 27 febbraio 2019  | 7 giugno 2019    |
| 17 | Move a Wall                    | Dietro la parete           | 27 marzo 2019     | 14 giugno 2019   |
| 18 | No Such Thing as Bad Luck      | La sfortuna non esiste     | 3 aprile 2019     | 21 giugno 2019   |
| 19 | Until the Weather Breaks       | Fino a che cambia il tempo | 24 aprile 2019    | 28 giugno 2019   |
| 20 | Try Like Hell                  | Non mollare mai            | 8 maggio 2019     | 5 luglio 2019    |
| 21 | The White Whale                | La balena bianca           | 15 maggio 2019    | 12 luglio 2019   |
| 22 | I'm Not Leaving You            | Io non ti lascio           | 22 maggio 2019    | 19 luglio 2019   |

## Sotto controllo
- Titolo originale: A Closer Eye
- Diretto da: Sanford Bookstaver e Constantine Makris (non accreditato)
- Scritto da: Derek Haas e Michael S. Chernuchin (non accreditato)

### Trama
Casey affronta la vita senza Gabriela che nel frattempo è partita per Porto Rico per le operazioni di soccorso e al suo posto alla 51 arriva Emily Foster, invece Boden si dovrà confrontare con il nuovo vice-commissario quando cerca di ripulire la reputazione della 51. Più tardi, Gabriela torna da Porto Rico solo per abbracciare Casey.

## In guerra
- Titolo originale: Going to War
- Diretto da: Reza Tabrizi
- Scritto da: Andrea Newman e Michael Gilvary

### Trama
Boden e la sua squadra devono affrontare un incendio in un condominio di 25 piani che crea morte e scompiglio, il padre degli Halstead è uno dei coinvolti. Nel frattempo Gorsch continua a tenere d'occhio Boden. Casey e Brett si adattano per la sostituta di Gabriela, Foster, ricevendo un regalo speciale che la aiuta a far fronte. Intanto Kidd si mette in pericolo mentre cerca di salvare Severide.
- Questo episodio inizia un crossover con Chicago Med e Chicago P.D. che continua con l'episodio Dolorosi distacchi e si conclude con l'episodio Lieto fine.

## Inganni
- Titolo originale: Thirty Percent Sleight of Hand
- Diretto da: Eric Laneuville
- Scritto da: Michael A. O'Shea

### Trama
Severide viene messo in una brutta situazione a seguito ad una chiamata per un SUV che si schianta da un cavalcavia, perché in realtà si sospetta un caso di omicidio/suicidio. Nel frattempo, l'ADC nomina un nuovo tenente nella 51, invece Boden nomina Hermann come nuovo tenente e Cruz riceve un'attenzione romantica. Mouch cerca di contattare il candidato pompiere espulso in seguito all'incendio nel grattacielo

## Nessuna carità
- Titolo originale: This Isn't Charity
- Diretto da: Batan Silva
- Scritto da: Matt Whitney

### Trama
La 51 prende una chiamata per una serie di esplosioni, dovuta a delle granate che erano in possesso della vedova di un veterano del Vietnam. Hermann, Mouch e il nuovo tenente danno una mano ad un altro pompiere per un motore. Brett e Foster sospettano che una bambina riceva farmaci per migliorare le prestazioni in ginnastica così Foster accusa la madre di averla dopata. Un vecchio compagno di liceo di Kidd fa visita a Chicago, facendo ingelosire Severide.

## Strane esplosioni
- Titolo originale: A Volatile Mixture
- Diretto da: Sanford Bookstaver
- Scritto da: Andrea Newman

### Trama
La 51 risponde alla chiamata per un incendio in un parcheggio per roulotte, mentre Gorsch rimprovera tutti per le cose più piccole. Una giornalista chiede a Casey di esaminare la causa dell'incendio nel parcheggio dopo aver scoperto sei incendi simili. Nel frattempo, Boden e Gorsch hanno raggiunto il limite e Boden vuole toglierlo di mezzo una volta per tutte. Severide chiede aiuto a suo padre, invece Hermann, Kidd e Otis cercano di trovare il responsabile della recensione negativa del Molly's.

## Tutte le prove
- Titolo originale: All the Proof
- Diretto da: Leslie Libman
- Scritto da: Jamila Daniel

### Trama
Gorsch continua a scontrarsi con Boden per il comando della 51, egli non rinuncia all'idea di cacciarlo dalla squadra quando ricevono una chiamata per un'esposizione al gas velenoso in un hotel. Severide riceve una chiamata riguardo a suo padre, e la dottoressa Bekker lo informa che è deceduto per un ictus, ma Boden lo informa che suo padre ha fatto cacciare Gorsch come vice-commissario della 51 in modo definitivo. Invece Orlovsky si ritira e al suo posto arriva Kyle Sheffield.

## La cosa più importante
- Titolo originale: What Will Define You
- Diretto da: Olivia Newman
- Scritto da: Michael A. O'Shea

### Trama
Severide, per superare il dolore per la morte del padre, si butta a capofitto nell'organizzazione del funerale. Kidd lo aiuta, cercando la medaglia cara a Benny. Nel frattempo, Brett contempla la decisione di aiutare un adolescente che aveva mentito su un incidente d'auto perché mandava messaggi sul Whatsapp.

## La soluzione per tutto
- Titolo originale: The Solution to Everything
- Diretto da: Mark Tinker e Richard Dobbs (non accreditato)
- Scritto da: Michael Gilvay

### Trama
Severide, dopo aver avuto un blocco psicologico durante un incendio, si rende conto di non aver elaborato il lutto della morte del padre e Kidd non riesce ad aiutarlo. Nel frattempo, Casey e la giornalista Naomi si ritrovano per indagare sull'incendio nel parcheggio di roulotte che in seguito si rivela intenzionale. Inoltre Hermann, Mouch e Otis cercano un vecchio calendario con Boden.

## Una famiglia
- Titolo originale: Always a Catch
- Diretto da: Reza Tabrizi
- Scritto da: Derek Haas e Michael S. Chernuchin (non accreditato)

### Trama
La 51 risponde ad una chiamata per un tamponamento a catena in autostrada e Cruz scopre che Chloe è una delle vittime rimaste ferite. Nel frattempo, Casey si avvicina a Naomi durante le indagini su una ditta coinvolta in una serie di incendi, tra cui il parcheggio delle roulotte. A Foster invece viene proposta un'offerta per tornare a studiare in medicina, ma lei decide di rimanere come paramedico. Infine, Severide si ingelosisce sempre di più  nella relazione con Kidd, quando lei e l'amico Tyler si incontrano in un pub. L'episodio si conclude con Casey che, passando la notte con Naomi, trova il suo appartamento in fiamme.

## Tra queste pareti
- Titolo originale: Inside These Walls
- Diretto da: Jono Oliver e Constantine Makris (non accreditato)
- Scritto da: Matt Whitney

### Trama
Casey e Naomi, scampati all'incendio dell'appartamento di Matt, continuano a indagare sull'amministratore delegato della fabbrica, e Casey scopre che l'incendio è doloso e che l'obiettivo era Naomi. Intanto Brett, Foster, Otis e Hermann organizzano una dimostrazione di sicurezza antincendio per gli studenti dei licei, ma si ritrovano invece al cospetto di un gruppo di anziani.  Infine Severide decide di aggiustare una vecchia barca, e Kidd lo lascia.

## A te la scelta
- Titolo originale: You Choose
- Diretto da: Paul McCrane
- Scritto da: Jamila Daniel

### Trama
Severide e Kidd si trovano ad affrontare le conseguenze della loro rottura, quando il garage in cui Kelly lavorava su di una vecchia barca viene dato alle fiamme. Nel frattempo, Brett si offre volontaria per aiutare Casey a trovare una nuova casa dato che il suo appartamento è stato distrutto dall'incendio. Foster sospetta che un'autista coinvolta in un incidente sia stata sovraprescritta dal suo medico. Infine Kidd allena la cucciola Tuesday per una esibizione canina.

## Fa' la cosa giusta
- Titolo originale: Make This Right
- Diretto da: Milena Govich e Gloria Muzio (non accreditato)
- Scritto da: Andrea Newman e Richard Sweren (non accreditato)

### Trama
La 51 riceve una chiamata per un incidente stradale, ma Casey trova solo una moto coinvolta e indaga su come sia avvenuto l'incidente . Nel frattempo, Mouch si sente stanco dalle battute di Otis sulla sua età e litiga con quest'ultimo, il candidato Ritter cerca il modo di farli riappacificare. Intanto Kidd, Foster e Brett cercano di riparare l'ambulanza ammaccata pensando sia stata Kidd  parcheggiando il camion 81. Infine la 51 risponde ad una chiamata in un museo, in cui un ragazzo è rimasto incastrato in un'opera d'arte.

## Una decisione meditata
- Titolo originale: The Plunge
- Diretto da: Leslie Libman e Richard Dobbs (non accreditato)
- Scritto da: Michael A. O'Shea

### Trama
Mentre rispondono ad una chiamata, la 51 si scontra con un autista adolescente. L'incidente colpisce Hermann perché suo figlio della stessa età  ha iniziato a guidare e questo gli procura stress. Nel frattempo, Foster continua ad essere vittima di stalking da parte del medico con cui era uscita. Inoltre, Cruz iscrive tutti a un tuffo nel lago Michigan nonostante il freddo a Chicago.

## Spirito di squadra
- Titolo originale: It Wasn't About Hockey
- Diretto da: Carl Seaton e Constantine Makris (non accreditato)
- Scritto da: Elizabeth Sherman e Derek Haas

### Trama
Kidd, Foster e Brett, in viaggio verso l'Indiana, assistono a un incidente stradale che coinvolge un autobus e si ritrovano a dover soccorrere l'intera squadra di hockey di un liceo. Nel frattempo, il resto della 51 gareggia l'uno contro l'altro per il miglior chili.

## Sotto copertura
- Titolo originale: What I Saw
- Diretto da: Reza Tabrizi
- Scritto da: Andrea Newman e Michael Gilvay

### Trama
La Caserma 51 riceve una chiamata per un incendio in un appartamento, ma li si scopre che qualcuno ha rubato le chiavi passe-partout. Voight chiede a Cruz di andare sotto copertura in un'altra caserma per controllare la situazione. Nel frattempo, Kidd incontra una dei sopravvissuti dell'incendio. L'episodio si conclude con la vita di Cruz minacciata dal pompiere che era stato scoperto da quest'ultimo grazie ad un video che lo ritrae insieme ad un gruppo a dare le chiavi per compiere dei furti.
- Guest star: Jason Beghe (Hank Voight).
- Questo episodio inizia un crossover con Chicago P.D. che si conclude con l'episodio Uomini onesti.

## La Task Force
- Titolo originale: Fault in Him
- Diretto da: Eric Laneuville
- Scritto da: Matt Whitney e Richard Sweren (non accreditato)

### Trama
Durante una chiamata Casey viene teso in un'imboscata da un killer, ma per fortuna riesce a salvarsi. Più tardi, Brett lo cerca di convincere a mostrare il suo dolore e lei incontra delle sfide nella sua vita personale. Nel frattempo, Grissom chiede alla 51 di mostrargli il proprio sostegno in quanto si vocifera che venga espulso dalla politica.

## Dietro la parete
- Titolo originale: Move a Wall
- Diretto da: Olivia Newman e Constantine Makris (non accreditato)
- Scritto da: Derek Haas

### Trama
Mentre Casey sta cercando di superare il trauma, Hermann riceve una chiamata in cui Ritter viene ferito. Nel frattempo, alla stessa chiamata, Stella scopre che la vittima tiene rinchiuso i bambini in una stanza segreta. Inoltre, Cindy ridecora la sala comune. 

## La sfortuna non esiste
- Titolo originale: No Such Thing as Bad Luck
- Diretto da: Jann Turner
- Scritto da: Michael Gilway

### Trama
Boden s'imbatte in una sua ex-ragazza durante un incendio, Casey e Severide sospettano che l'incendio sia doloso. Nel frattempo, Cruz riceve un encomio da una chiamata precedente per poi essere rimproverato da Severide per aver ignorato un ordine. Inoltre, Kidd cerca una decorazione per il Molly's che ha incautamente dato via e che secondo Hermann portava fortuna.

## Fino a che cambia il tempo
- Titolo originale: Until the Weather Breaks
- Diretto da: Reza Tabrizi
- Scritto da: Michael A. O'Shea

### Trama
Durante un violento temporale, la 51 cerca risposte su un bambino che si è rifugiato nel loro camion dei pompieri. Otis diventa sospettoso quando un uomo si presenta alla caserma, sostenendo di essere di Detroit, ma sembra che non riesca a mettere in chiaro la sua storia.

## Non mollare mai
- Titolo originale: Try Like Hell
- Diretto da: Stephen Cregg
- Scritto da: Matt Whitney e Jamila Daniel

### Trama
La 51 risponde ad una chiamata per un incendio in un negozio di parrucchieri, ma Severide scopre che l'incendio è collegato ad una serie di incendi dolosi avvenuti tanti anni prima, dei quali si era occupato suo padre.

## La balena bianca
- Titolo originale: The White Whale
- Diretto da: Joe Chappelle
- Scritto da: Andrea Newman e Michael Gilvaw

### Trama
Severide indaga sugli incendi appiccati da un misterioso piromane aiutandosi con gli appunti di suo padre, ma il capitano Hubble è infastidito dalle sue intromissioni, e decide di sospenderlo per insubordinazione.

## Io non ti lascio
- Titolo originale: I'm Not Leaving You
- Diretto da: Reza Tabrizi
- Scritto da: Derek Haas

### Trama
Severide e Kidd continuano a indagare su i vecchi casi dolosi di Benny. Il Cappellano fa la dichiarazione a Brett, che accetta di sposarlo ma poco dopo tutti vengono chiamati per un incendio in una fabbrica di materassi. Il seminterrato della struttura era pieno di persone da evacuare mentre le fiamme avanzano la situazione diventa critica Severide e Cruz trovano delle persone bloccate da una porta blindata ma viene dato l'ordine di evacuare in quanto la struttura sta per esplodere. L'episodio finisce con Hermann e Ritter che cercano di fermare l'esplosione imminente.